# فردینان دو سوسور
فردینان دو سوسور (به انگلیسی: Ferdinand de Saussure) (زادهٔ ۲۶ نوامبر ۱۸۵۷ در ژنو – درگذشتهٔ ۲۲ فوریهٔ ۱۹۱۳) زبان‌شناس و نشانه‌شناس سوئیسی بود. او که پژوهش‌های خود را به دو زبان فرانسه و آلمانی انجام می‌داد با نگرش به ساختار زبان به‌عنوان اصل بنیادین در زبان‌شناسی، آن را شاخه‌ای از دانش عمومیِ نشانه‌شناسی دانست. سوسور از بنیانگذاران زبان‌شناسی قرن بیستم و یکی از بنیانگذاران (به همراه چارلز سندرز پرس) نشانه‌شناسی به‌شمار می‌رود.
زبان من جهان من است.

## زندگی
سوسور در سال ۱۸۵۷ در ژنو به دنیا آمد. پدرش، آنری لویی فدریک دو سوسور، کانی‌شناس، حشره‌شناس و زیست‌شناس بود. سوسور در سن چهارده سالگی نبوغ و و استعداد بی‌بدیلی از خود نشان داد. در پائیز ۱۸۷۰، او شروع به فعالیت در انستیتوی مارتین کرد (که در گذشته تا سال ۱۹۶۹ مؤسسهٔ لوکوتر نام داشت). او در ژنو به همراه خانوادهٔ یکی از همکلاسی‌های خود، الی دیوید زندگی می‌کرد. سوسور که به عنوان بهترین دانش‌آموز تحصیلات خود را به پایان رساند، انتظار داشت تحصیلات خود را در مدرسهٔ عالی ژنو ادامه بدهد؛ اما از نظر پدرش او با چهارده سال و نیم سن، برای رفتن به آنجا به بلوغ کافی نرسیده بود و بنابراین تصمیم گرفت به جای مدرسهٔ‌عای ژنو، او را به کالج ژنو بفرستد. سوسور البته از این تصمیم راضی نبود و بعدها در نکوهش این تصمیم گفته بود که یک سال از عمر خود را در آنجا هدر داد.
بعد از این که یک سال لاتین و یونانی باستان و سنسکریت را خواند و چند واحد در دانشگاه ژنو گذراند، در سال ۱۸۷۶ تحصیلات خود را در دانشگاه لایپزیگ شروع کرد.

## خویشاوندان
برادران او اسپرانتیست مشهور رنه دو سوسور و دانشمند حوزهٔ ستاره‌شناسی باستانی چینی لئوپولد دو سوسور بودند. پدر او دانشمند مشهور هنری لوئیس فردریک دو سوسور و پسر فریدنان دو سوسور، ریموند دو سوسور روانکاو بود.

## نظریهٔ سوسور

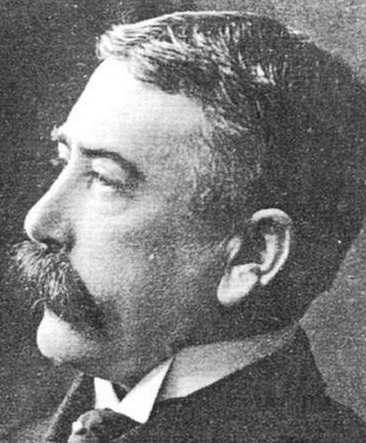
سوسور نظریه پرداز

اثر اصلیِ او به نام دوره زبان‌شناسی عمومی در سال ۱۹۱۶ و پس از مرگ به‌وسیلهٔ شارل بالی و آلبر سِشه برپایهٔ یادداشت‌های سرِ کلاس درس به‌چاپ رسید. این کتاب خیلی زود به منبع مهمی برای زبان‌شناسان ساختارگرای سدهٔ بیستم تبدیل شد.
سوسور برخلاف زبان‌شناسان پیش از خود که بیشتر از دید تاریخی یا به‌عبارتی درزمانی (diachronic) به بررسی زبان‌شناسی می‌پرداختند تمرکز خود را بر جنبهٔ هم‌زمانی (syncronic) آن می‌گذاشت، به بیان دیگر ساختار زبان را در بازه‌ای از زمان می‌سنجید.
او فرایند گفتگو را ساخته‌شده از دو بخش روان‌شناسانه و فیزیکی می‌داند، ولی ساختار زبان را در ارتباط با پاره‌ای از بخش روان‌شناسی می‌شناسد. از دیدگاه سوسور هیچ رابطه‌ای بین معنا و اُبْژه وجود ندارد. به همین خاطر می‌گویند که اشیای این عالم، مخلوق زبان یا تصورات ما هستند. به عبارتی، معنی، ساختاری است، یعنی معنای یک نشانه به رابطه آن با سایر نشانه‌ها بسته‌است، مثل معنای چراغ قرمز که وابسته به چراغ سبز است، و الا به خودی خود معنایی ندارد. نشانه‌شناسی او از همین پیوند ریشه می‌گیرد. اندیشه‌های او در رابطه با نشانه و ساختار از سوی ساختارگرایان، پساساختارگرایان و ساختارشکنان مورد توجه قرار می‌گیرد. در واقع، رویکرد ساختارگرایانه سوسور، در درون شاخه‌های زبان‌شناسی نفوذی عمیق یافت. با این حال، تأثیر آن در علوم اجتماعی به مراتب عمیق‌تر و وسیع‌تر بود. این دیدگاه، به ویژه به وسیلهٔ انسان‌شناس برجسته‌ای چون کلود لوی استروس در میانه‌های سدهٔ بیستم به کار گرفته شد. ساختارگرایی در انسان‌شناسی به نام کلود لوی استروس ثبت شد و نسخه انسان‌شناختی ساختارگرایی، به عنوان یکی از شفاف‌ترین گونه‌های رویکردی در این رشته در زمان خود شناخته شد.